# August Pleschner von Eichstett
August Pleschner von Eichstett (* 1843 in Prag; † 1908) war ein österreichischer Rechtsanwalt und Schriftsteller.

## Leben
Er war der Sohn des österreichischen Kaufmanns Eduard Pleschner (1813–1864) in Prag. Pleschner studierte ab 1861 Rechtswissenschaft an der Karl-Ferdinands-Universität in Prag. Von 1861 bis 1863 war er kurzzeitig Mitglied der Studentenverbindung Austria, des späteren Corps Austria, danach des Corps Rugia Prag. Nach der Promotion zum Dr. iur. wurde er Rechtsanwalt in Wallachisch Meseritsch.
Besondere Bekanntheit erlangte er 1896, als er eine Gedichtfassung des österreichischen Bürgerlichen Gesetzbuchs veröffentlichte.

## Werke
- Der Österreichische Juristentag und die Advokatur, Prag: Mercy 1879 Digitalisat
- Holtzendorff der Zweite. Kanzlei-Idylle, Wien 1893
- Das allgemeine bürgerliche Gesetzbuch für das Volk in zierliche Reime gebracht, Wien: Manz 1896, Nachdruck Wien 2000, ISBN 3-214-00009-8
- Das Evangelium des Kaufmannes oder das Handelsgesetzbuch in zierliche Reime gebracht und reich illustriert, Wien 1904
- Der praktische Haus-Advocat. Eine leichtfaßliche Anleitung zur Selbstvertretung in Civilrechtsstreitigkeiten und zur Selbstverfassung aller Gattungen Klagen (2. Auflage des von B. C. Steidl begründeten Werks), Wien (ohne Jahresangabe)